# گریگوری وودز
گریگوری وودز (انگلیسی: Gregory Woods؛ متولد ۱۹۵۳ در مصر) شاعر اهل بریتانیا است که در کشور غنا بزرگ شد. وی از سال ۱۹۸۰ تا ۱۹۸۴ در دانشگاه سالرنو تدریس می‌کرد؛ و پس از آن از سال ۱۹۹۰ تا ۲۰۱۳ در دانشگاه ترنت ناتینگهام تدریس نمود. این شاعر در سال ۱۹۹۸ در دانشگاه ترنت ناتینگهام به ریاست مطالعات همجنسگرایی زنانه و همجنسگرایی مردانه برگزیده شد.